# 新報 (インドネシア)
『新報』（しんぽう、中国語: 新报、拼音: Xīn bào）、ないし、『シン・ポー』(Sin Po）は、オランダ領東インド、後のインドネシアで発行されていたプラナカン（海峡華人）のマレー語による新聞。読者はおもに中国系インドネシア人であった。

## 沿革
『新報』は、バタビア（後のジャカルタ）で1910年10月に週刊紙として創刊された。この新聞は、新聞発行を思い立った劉玉蘭が、游新義 (Yoe Sin Gie) に働きかけたことをきっかけに創刊された。当初は劉が編集を担い、游が経営面を取り仕切っていた。初代の社主は侯徳広 (Hauw Tek Kong) であった。当初は、ヨーロッパ人のJ・R・ラズー・クー (J. R. Razoux Kuhr) が編集長に据えられていたが、これは当時のヨーロッパ人が法的に優位な立場にあったことを踏まえて、マレー語の新聞が一般的におこなっていた措置だった。
この新聞はすぐさま大きな成功を収めた。2年後、『新報』は日刊紙となった。
この新聞が、編集長をラズー・クーから郭恒節に交代させたのは1916年になってからであった。1917年の時点では、この新聞は極端な中国ナショナリズム路線をとっていた。プラナカンが運営する新聞であったにもかかわらず、論調は北京政府寄り、トトックとされた華人寄りの立場をとり、オランダの諸侯民地支配下におけるカピタン・チナ（華人カピタン）制度を痛烈に批判した。歴史家のレオ・スリャディナタは、『新報』が地域的な一つのグループを牽引するようになっていったと指摘して、これを「新報グループ」と称した。彼によれば、このグループは、プラナカンとトトックの統一、プラナカンへの中国語の教育、地域の政治へは関与しないことを信念としていたという。
1920年からは中国語版も刊行され、1922年以降はスラバヤで東ジャワ版も出された。
1920年代後半、インドネシア・ナショナリズム運動が勢いを増すと、『新報』は中国寄りの姿勢を和らげ、インドネシア人の観点に同調するようになっていった。スマランの『ジャワ・テンガ (Djawa Tengah)』の論調が、よりインドネシア志向を強めていくのに合わせたように「新報グループ」も方向を転換していった。プラナカンは中国に「帰国」して働き、あるいは学ぶべきだと唱えていた「新報グループ」のメンバーたちの多くも、そのようなキャンペーンは取りやめた。

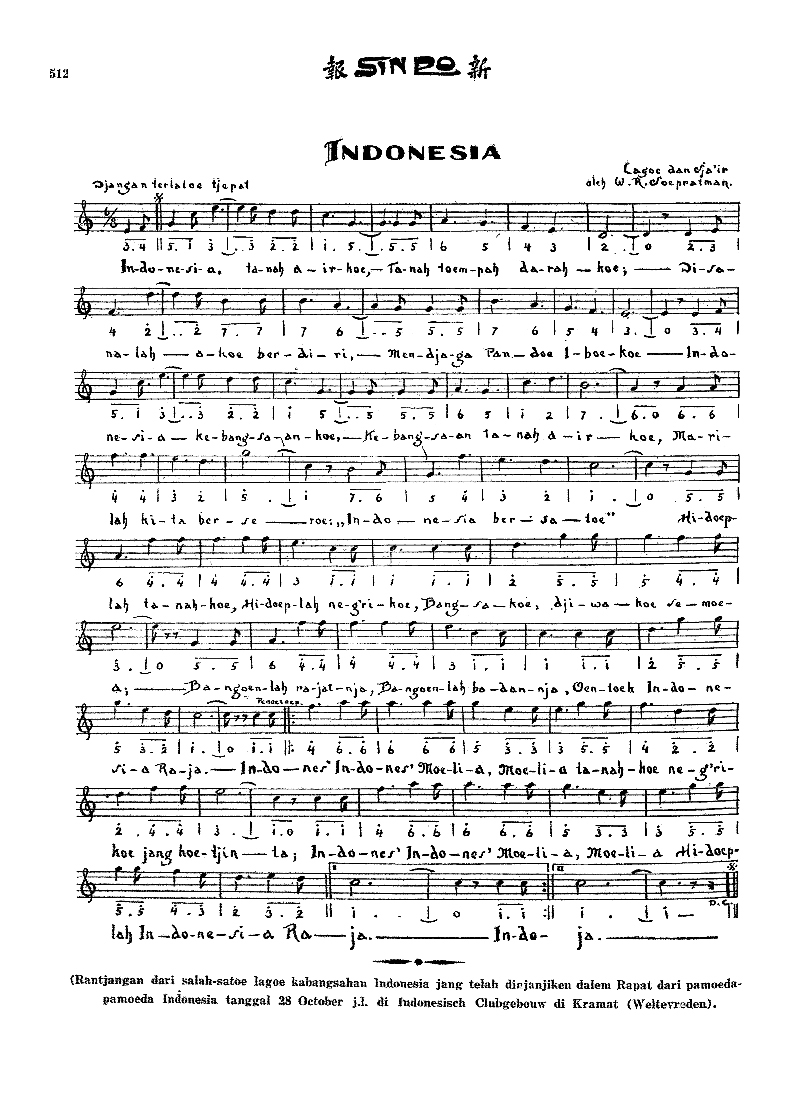
「インドネシア・ラヤ」の楽譜を掲載した、1928年11月10日付の『新報』の紙面。

後にインドネシア国歌となった「インドネシア・ラヤ」を作詞作曲したルドルフ・スプラットマンは、『新報』で記者として働いていた。1928年10月28日、ワゲはこの曲を第2回インドネシア青年会議の席でバイオリンを弾きながら披露した。この曲はすぐに評判となり、『新報』は11月10日付の紙面にその楽譜を掲載し、また「青年の誓い」以降、オランダ領東インドを意味する「Hindia Belanda」に代えて「インドネシア (Indonesia)」という表現を使った最初の新聞であった。
漫画『プット・オン (Put On)』は、1931年からこの新聞で連載が始まったが、作者のコ・ワン・ギは、その前年から作品をこの新聞に掲載していた。
1930年代後半、『新報』はキャンペーンの方向を変え、中国系インドネシア人読者たちに、中国のための募金や、反日メッセージの伝達を働きかけるようになった。1937年から1942年にかけて、抗日戦争を戦う中国のために、この新聞は170万ギルダーの募金を集めた。
1942年に日本がインドネシアを占領すると、『新報』は休刊したが、1946年には復刊した。インドネシア独立の後も刊行を続けたが、1958年に政府の規制によって紙名の変更を余儀なくされた。それによって『パンジャワルタ (Pantjawarta)』となり、さらに『ワルタ・バクティ (Warta Bhakti)』と改名を重ねた。当時のこの新聞は、インドネシア共産党支持の路線をとっていたため、1965年の9月30日事件後の弾圧によって潰された。